# EchoStar XVIII
O EchoStar XVIII é um satélite de comunicação geoestacionário estadunidense que foi construído pela Space Systems/Loral (SS/L). Ele está localizado na posição orbital de 110 graus de longitude oeste e é operado pela EchoStar. O satélite foi baseado na plataforma SSL-1300 e sua expectativa de vida útil será de 15 anos.

## História
A Space Systems/Loral anunciou em outubro de 2012, que foi selecionada pela EchoStar Corporation para lhe fornecer um novo satélite, o EchoStar XVIII. Ele é o substituto do EchoStar X que está localizado no slot orbital de 110 gaus leste. O EchoStar XVIII apresenta uma carga útil de banda Ku com 61 transponders com um feixe multi-ponto de alto poder.

## Lançamento
O satélite foi lançado com sucesso ao espaço em 18 de junho de 2016, às 21:38 UTC, por meio de um veículo Ariane 5 ECA a partir do Centro Espacial de Kourou, na Guiana Francesa, juntamente com o satélite BRIsat. Ele tinha uma massa de lançamento de 6000 kg.

## Capacidade e cobertura
O EchoStar XVIII está equipado com 61 transponders em banda Ku para fornecer serviços à partes do território continental dos Estados Unidos, Alaska, Havaí, Porto Rico e Cuba.